# Новый Двор (Слуцкий район)
Новый Двор (бел. Новы Двор) — деревня в Кировском сельском Совете Слуцкого района Минской области Республики Беларусь.

## Население
- 1999 год — 228 человек.
- 2010 год — 171 человек.

## История
Впервые упоминается в XVI веке в документе о разделе 6 июля 1528 года между братьями князьями. В разное время им владели князья Слуцкие (1528 год), кн. М. Л. Гогенлоэ (1889 год), Нольде А. А. (1903).
В начале 1920-х в деревне несколько дней проживал Якуб Колас, его именем названа одна из улиц.
Про деревню Я.Колас писал в своем письме от 16 июля 1921 года:
Колькі слоў аб Новым Двары. Куток ціхі, вельмі ціхі. Пры маёнтку сад, у разоў чатыры большы, як у Якаўлеўцы. У садзе ёсць тры сажалкі. За садам цячэ рэчка. Праўда, рэчка не тое што Нёман. Але купацца ў ёй добра, бо на месце купання яна чыстая, мае пясчанае дно і ніякіх лопухаў, лотаці і другой расліннасці, якімі яна звычайна багата. Дарога ад дому абсаджана шыкарнымі клёнамі, і ў самы гарачы час дня там прахладна. Панскі дом вызначаецца прастатою стылю і разумным размеркаваннем пакояў. Каб мне прыйшлося строіць сабе дом, то я пастроіў бы сабе такі самы. У гэтай жа пасадзе маюцца тры бусловыя пасады, і штось незвычайна мілае, роднае чуваць у гэтым лёкату старых буслоў на гнёздах! За рэчкаю пачынаецца луг. Цяпер ідзе самая касавіца. На лузе вырастаюць штодзень новыя стагі. За лугам рассцілаецца даль, роўная, прыгожая, зліваючыся з небам…
Во время Великой Отечественной войны освобождена 29 июня 1944 года.
Деревня входила в колхоз «1-е мая».

## Галерея

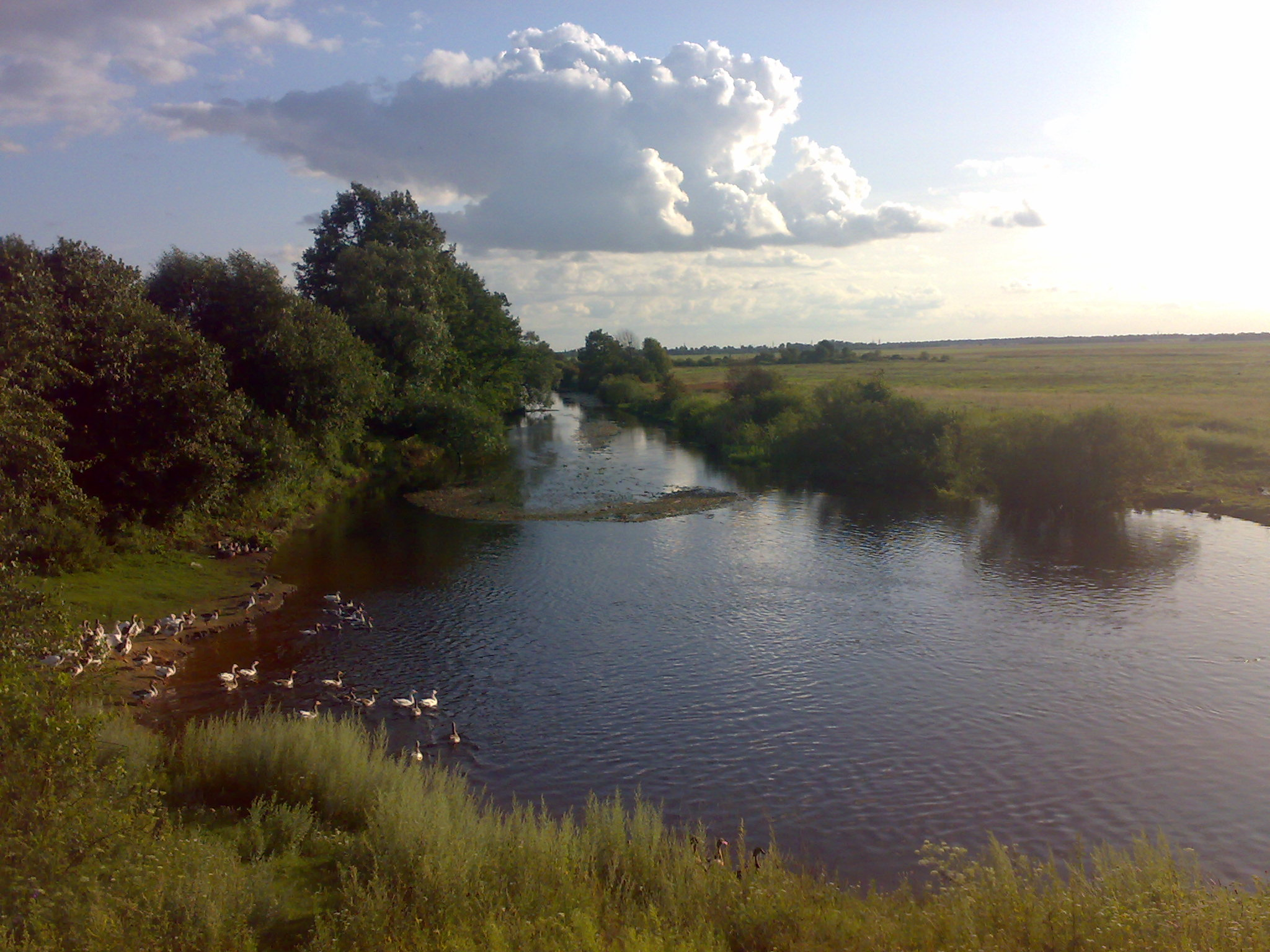
Случь возле д. Новый Двор
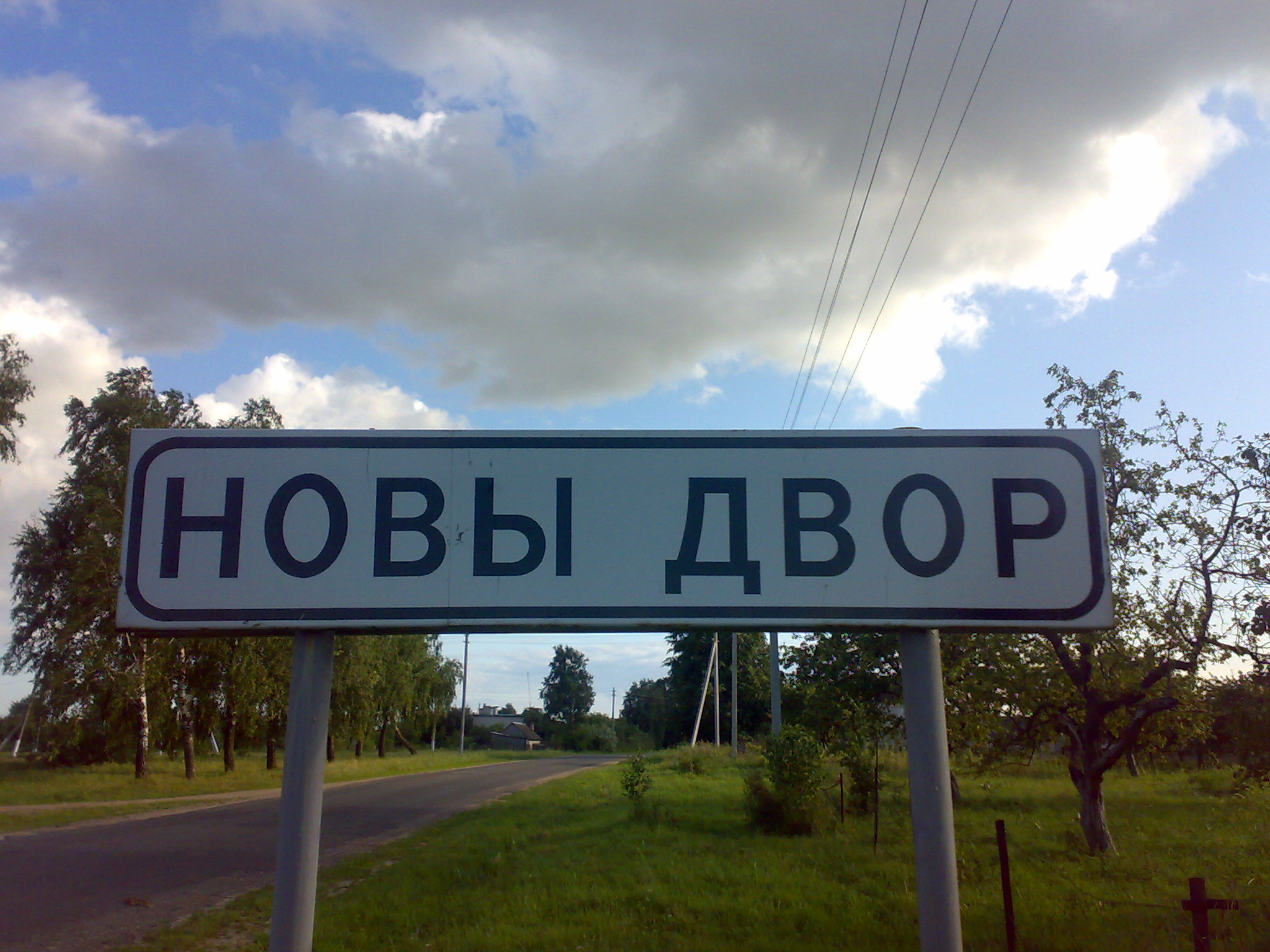